# 島中央車站
島中央站（日语：／ Island Center eki */?）是位於兵庫縣神戶市東灘區向洋町中，屬於神戶新交通六甲人工島線的鐵路車站。副站名為時裝市場前。車站編號為R05。本站曾入選第4屆近畿車站百選。

## 歷史
- 1990年2月21日 - 隨著六甲人工島線開業，本站同時開業[1]。
- 1995年
  - 1月17日 - 由於阪神大地震的影響，全線暫停運行。
  - 5月12日 - 島北口站 - 海濱公園站間復駛。
  - 8月23日 - 全線復駛。
- 2011年7月1日 - 根據贊助者命名權契約，本站加上副站名「時裝市場前」（ファッションマート前），契約期間為3年[3]。

## 車站構造

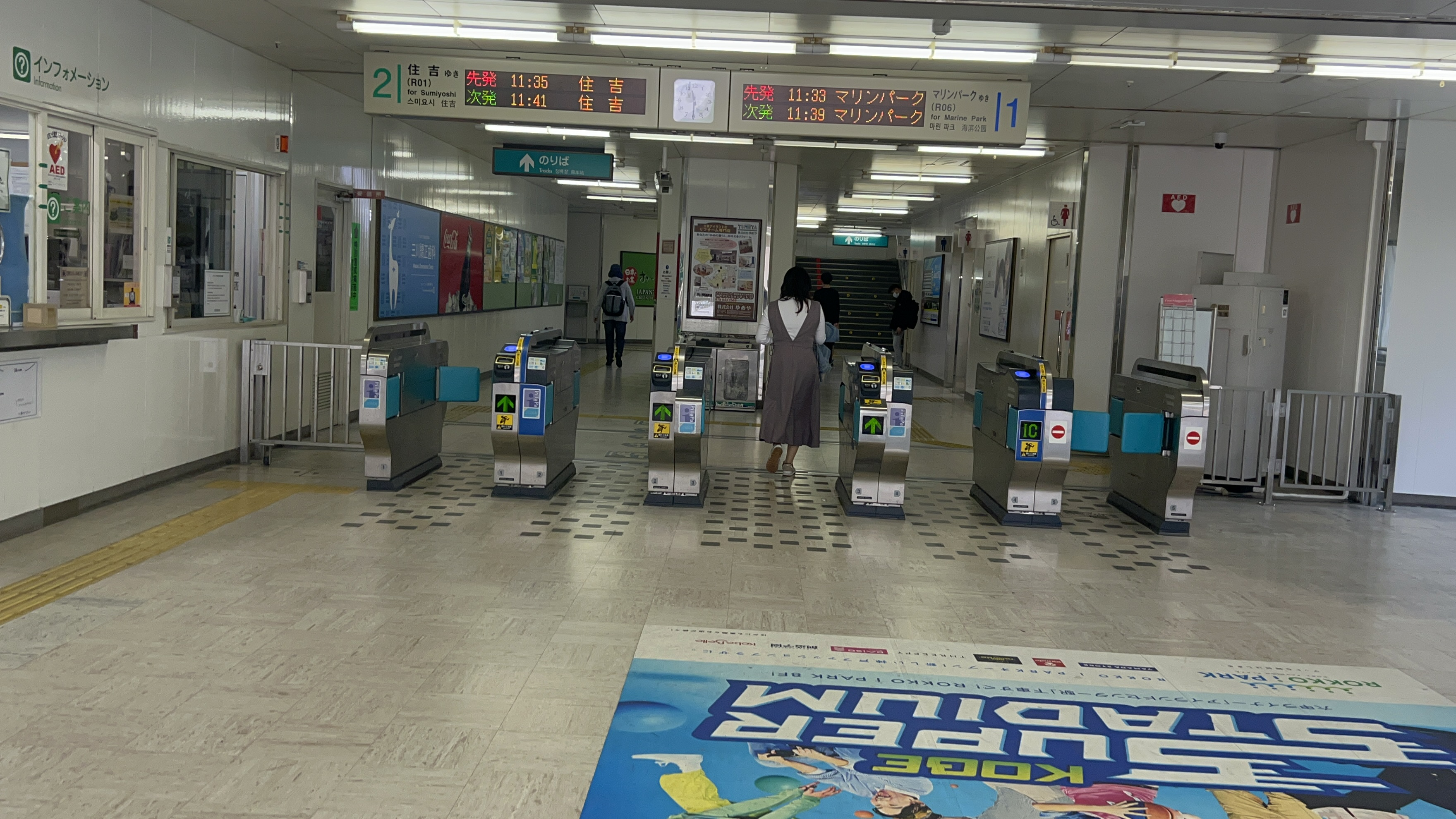
閘口(2024年4月)

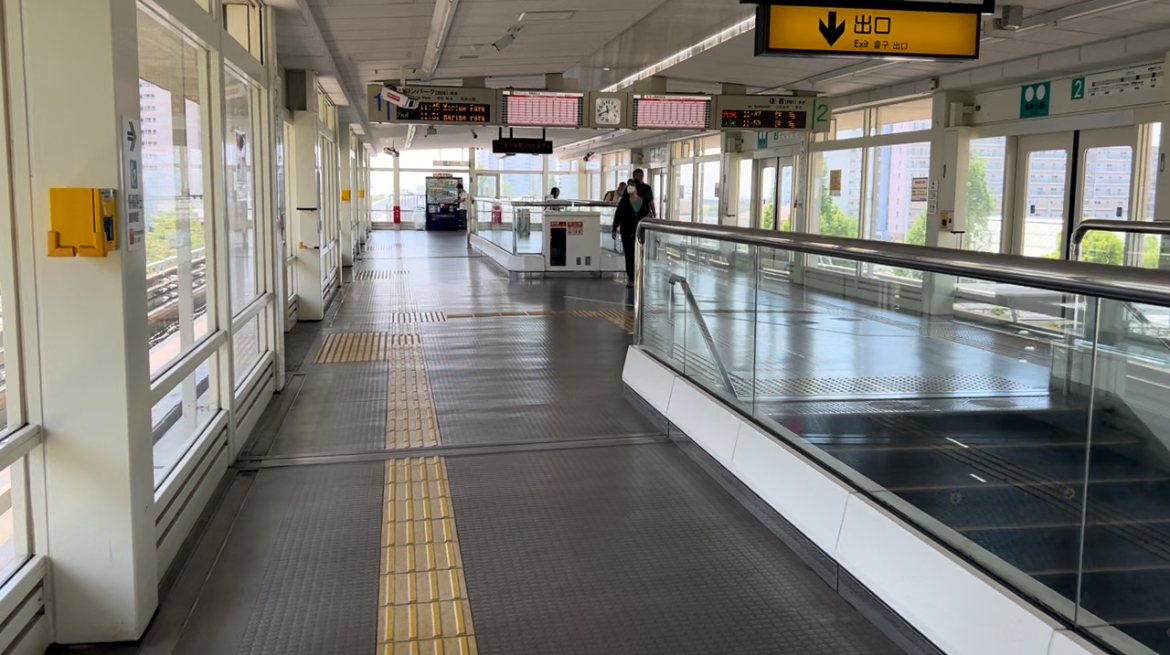
月台(2024年4月)

島式月台1面2線的高架車站。

## 使用狀況
2016年度1日平均上車人次為8,992人，在神戶新交通的車站中排名第3，六甲人工島線中僅次於住吉站，排名第2。

## 車站周邊
- 神戶灣喜來登酒店&塔樓[1]
- 神戶時尚美術館[1]
- 神戶YUKARI美術館
- 神戶時裝廣場
- 神戶時裝市場[1]
  - 三井住友銀行六甲人工島分行
- RIC Central Tower
- 向洋東公園
- 向洋西公園
- 神戶市立向洋小學校
- 神戶市立六甲島小學校
- 神戶市立向洋中學校

## 相鄰車站
神戶新交通
六甲人工島線
島北口（R04）－島中央（R05）－海濱公園（R06）

## 外部連結
- 島中央站 （页面存档备份，存于） - 神戶新交通